# Il cielo in una stanza (албум)
Il cielo in una stanza је други студијски албум италијанске певачице Мине, објављен у јуну 1960. за издавачке куће Italdisc.

## Списак пјесама
1. Il cielo in una stanza – 2:54
2. Pesci rossi – 2:21
3. Briciole di baci – 2:37
4. Ho paura – 3:01
5. Personalità (Mr. Personality) – 2:29
6. La nonna Magdalena – 2:12
7. Coriandoli – 3:12
8. Una zebra a pois – 2:09
9. Invoco te – 3:05
10. Rossetto sul colletto (Lipstick on Your Collar) – 1:31
11. Serafino campanaro – 2:07
12. Un piccolo raggio di luna – 2:21